# Authadistis metaleuca
Authadistis metaleuca är en fjärilsart som beskrevs av George Francis Hampson 1902. Authadistis metaleuca ingår i släktet Authadistis och familjen nattflyn. Inga underarter finns listade i Catalogue of Life.